# 早瀬 (福井県美浜町)
早瀬（はやせ）は、福井県三方郡美浜町の地名。旧称は早瀬浦（はやせうら）。2009年（平成21年）時点の戸数は約230戸、人口は約740人。

## 地理

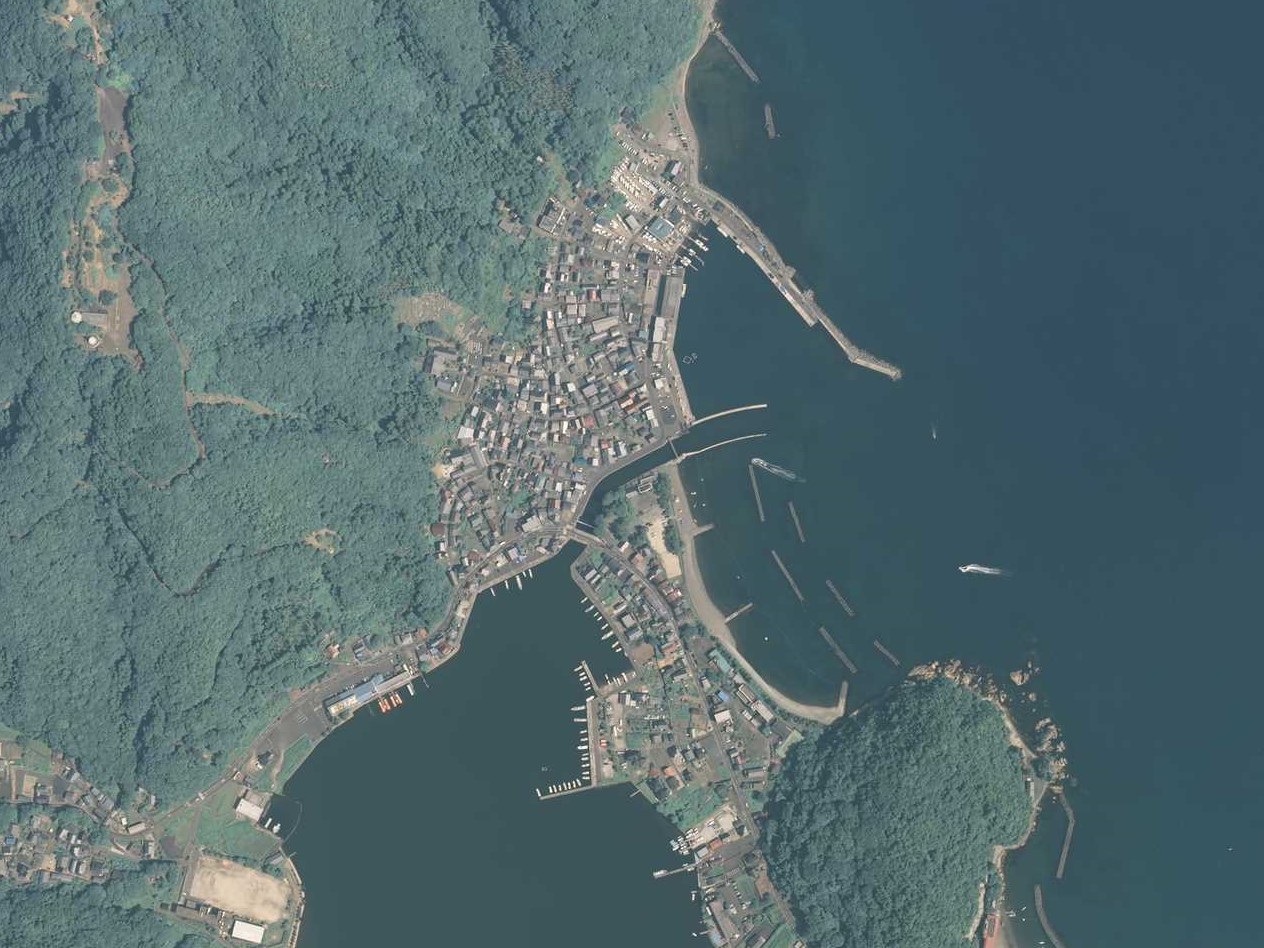
早瀬集落。右上は若狭湾。中央下は久々子湖。

標高192mの岳山の東麓に位置する。北・東・西は若狭湾に、南は久々子湖に面している。
久々子湖と若狭湾を結ぶ河川として早瀬川がある。かつての早瀬川は排水路としての機能が不十分であり、周辺の村はしばしば水害に悩まされていたが、寛文4年（1664年）には浦見川の開削にも尽力した三方郡奉行の行方久兵衛によって拡幅された。

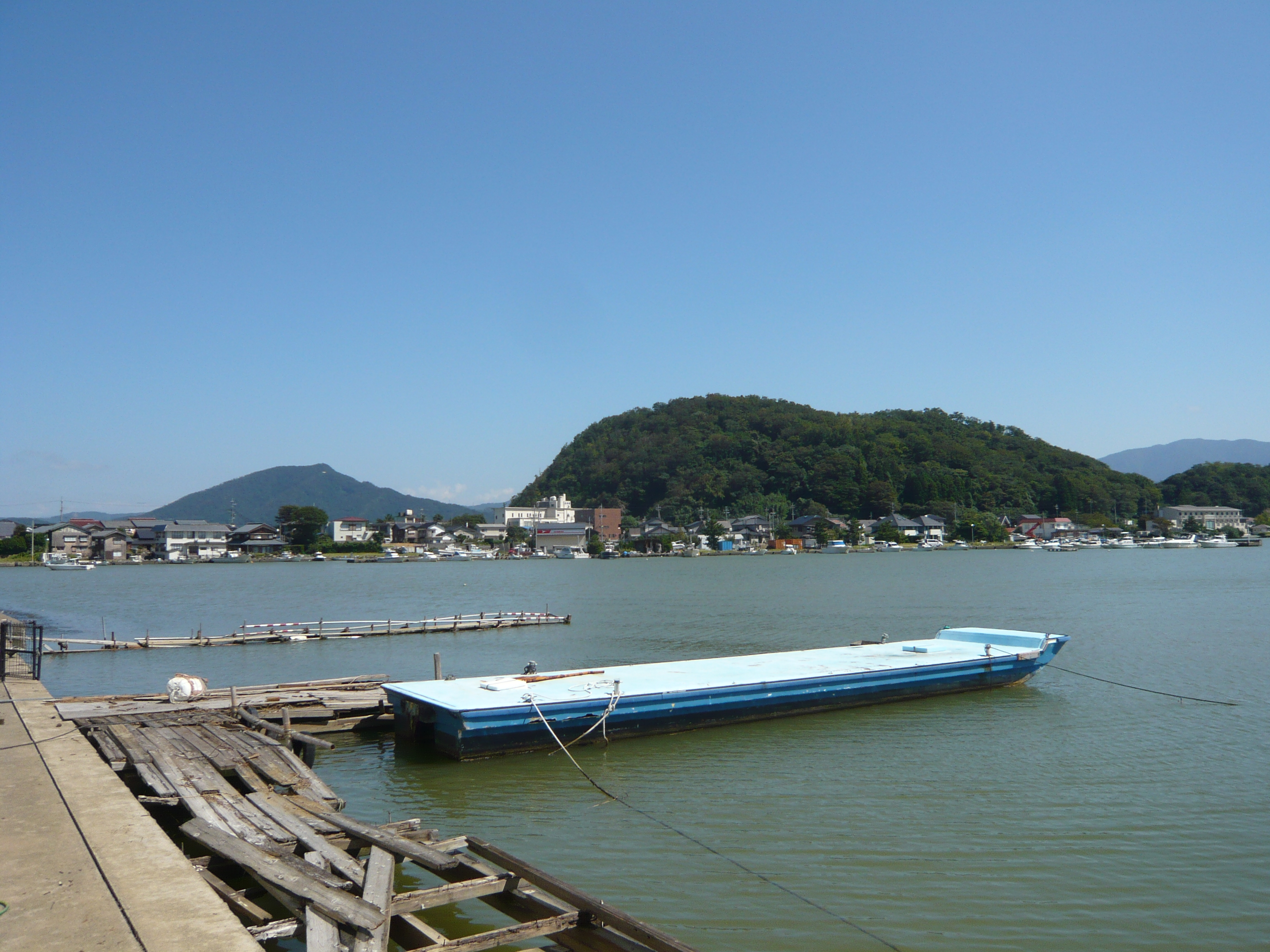
久々子湖と早瀬集落
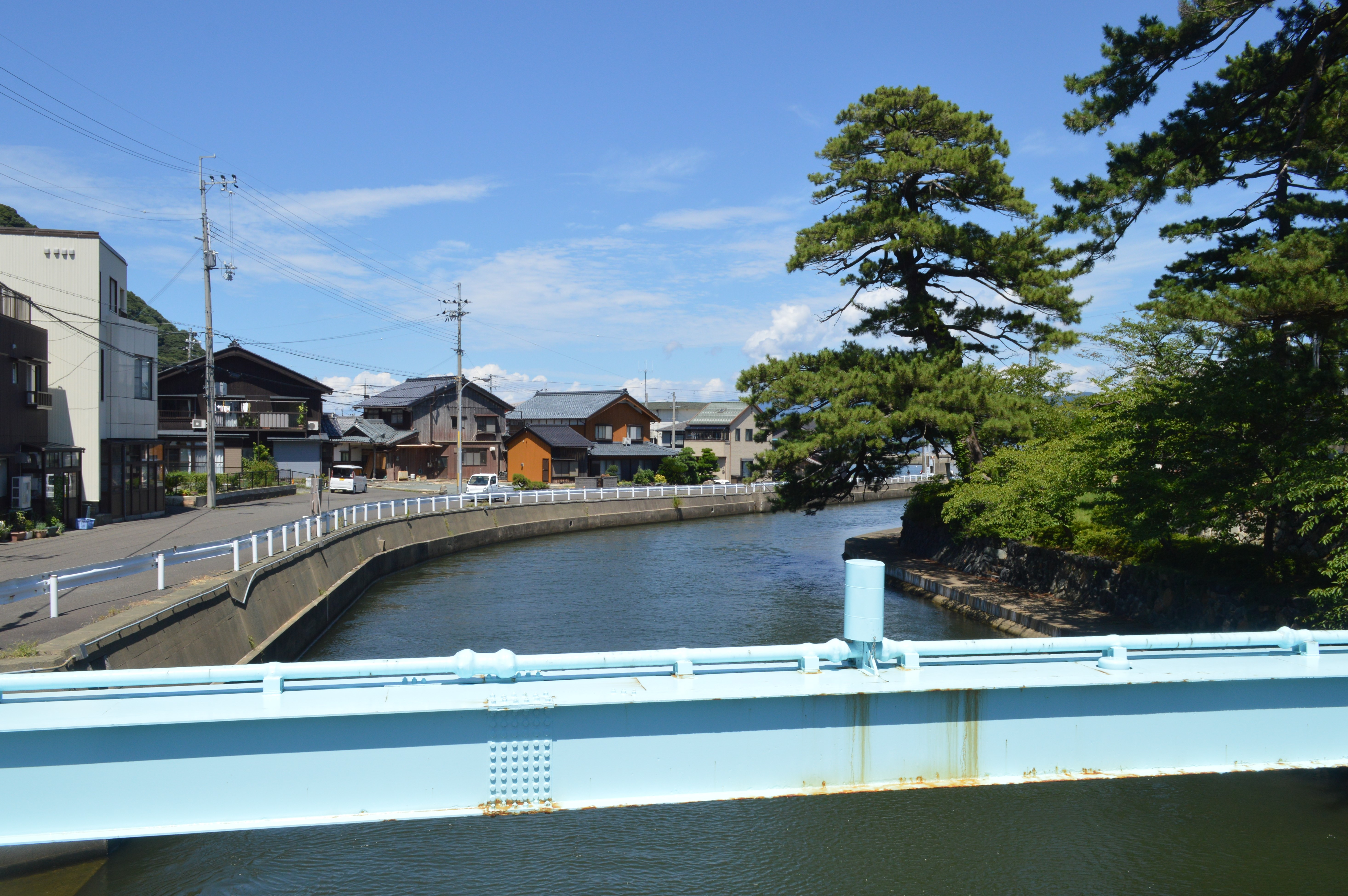
早瀬川
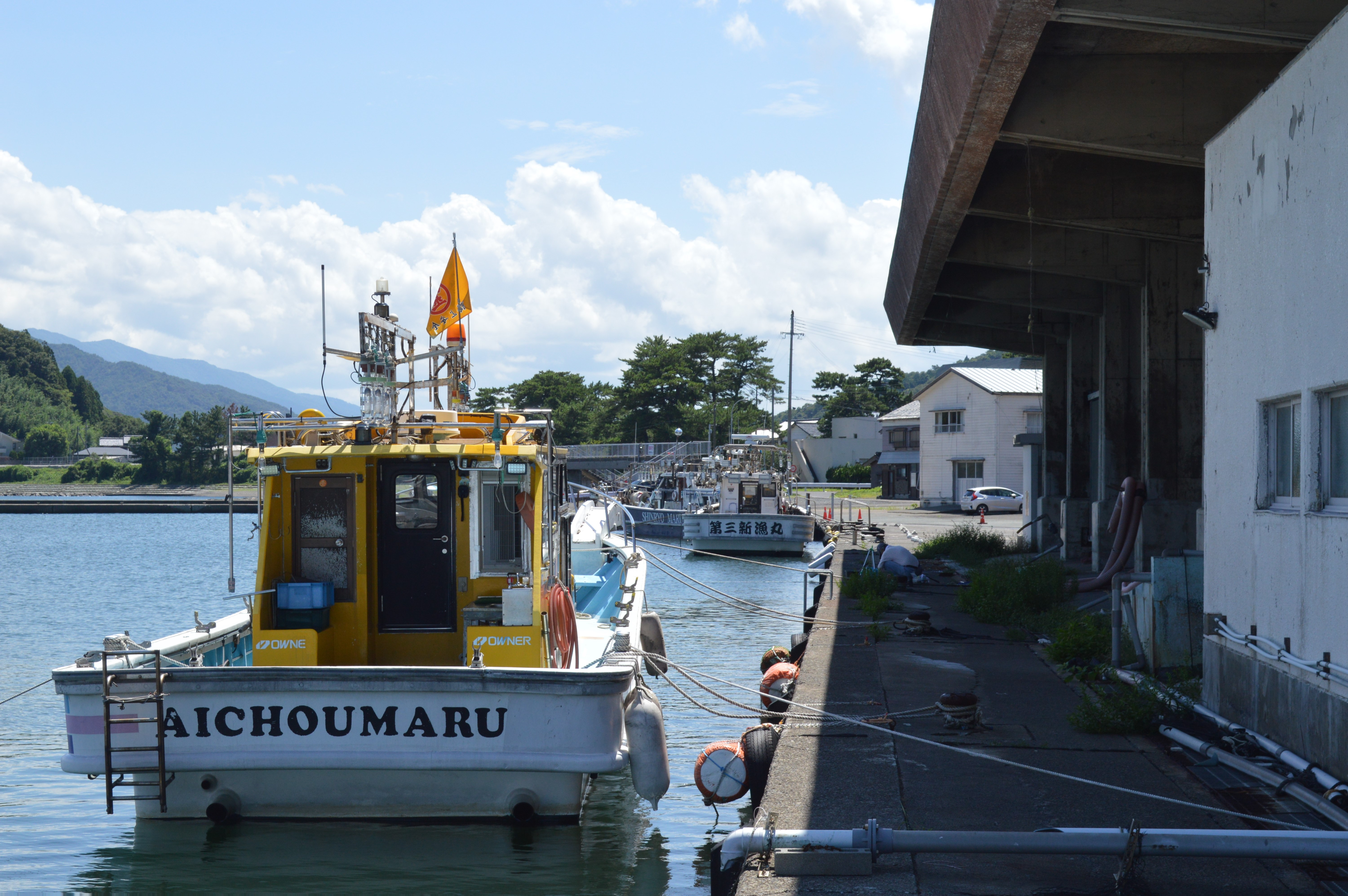
早瀬漁港

## 歴史

### 中世
中世には耳西郷に属していた。南北朝時代から若狭国三方郡に早瀬浦という地名が見られる。戦国時代には赤石山・堺土・くるみ浦などをめぐって何度も日向浦と争い、近世になっても争いが続いた。

### 近世

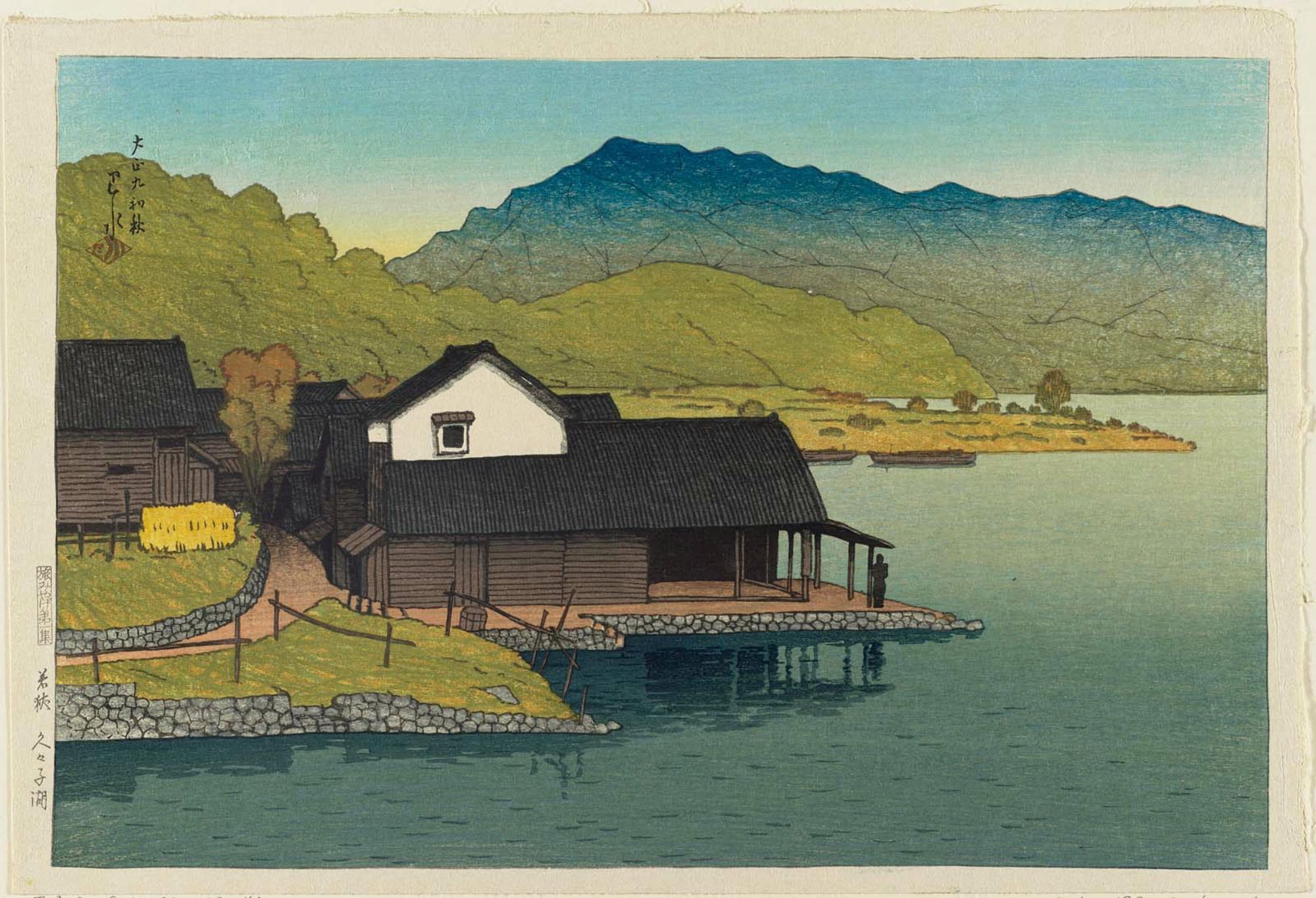
川瀬巴水『若狭 久々子湖』

江戸時代の早瀬浦は小浜藩領であり、「正保郷帳」によると石高は109石余、「元禄郷帳」によると167石余、「天保郷帳」によると174石余、「旧高旧領」によると175石余である。慶長7年（1602年）の「若狭国浦々漁師船等取調帳」によると、早瀬浦には41艘の船が籍を置き、142人の水主がいた。文化4年（1807年）の戸数は223戸、人口は1024人であり、この地域の有力な集落だった。文化8年（1811年）の早瀬浦には廻船9艘と漁船51艘が籍を置いていた。
近世から近代の早瀬は水産物の集散地でもあった。日本海に面した常神半島の神子や遊子から早瀬の魚市場に運ばれてきた水産物は、まず人力で熊川宿に運ばれ、熊川宿からは馬で近江国や京都に運ばれた。1917年（大正6年）に鉄道の小浜線が開業すると、早瀬から貨車で各地に水産物が運ばれた。近代には近隣の農村までリヤカーでの行商も行われた。物資の流通が行われていたことで、戦前の早瀬には5軒の旅館があり、商店・飲食店・料亭なども多かった。

### 近代
廃藩置県によって1871年（明治4年）には小浜県の所属となり、その後は敦賀県や滋賀県の所属を経て、1881年（明治14年）に福井県の所属で落ち着いた。1873年（明治6年）には瑞林寺に聚奎学校が開校し、1886年（明治19年）には西郷小学校となった。1881年（明治14年）には早瀬郵便局が開設され、1887年（明治20年）には早瀬巡査駐在所が開設された。
1884年（明治17年）には早瀬村・笹田村・日向村の3か浦村連合戸長役場が早瀬浦に置かれた。1889年（明治22年）4月1日には町村制の施行によって三方郡西郷村が発足し、西郷村の大字として早瀬が設置された。1898年（明治31年）4月1日には西郷村から早瀬・笹田・日向が分立して北西郷村が発足し、北西郷村の大字として早瀬が設置された。
1905年（明治38年）には西郷小学校が早瀬尋常高等小学校に改称し、1910年（明治43年）の焼失後に再建された。1909年（明治42年）の戸数は206戸、人口は1336人だった。1922年（大正11年）には早瀬尋常高等小学校が北西郷尋常高等小学校に改称し、1933年（昭和8年）には笹田に移転するとともに日向尋常小学校を統合した。

### 現代

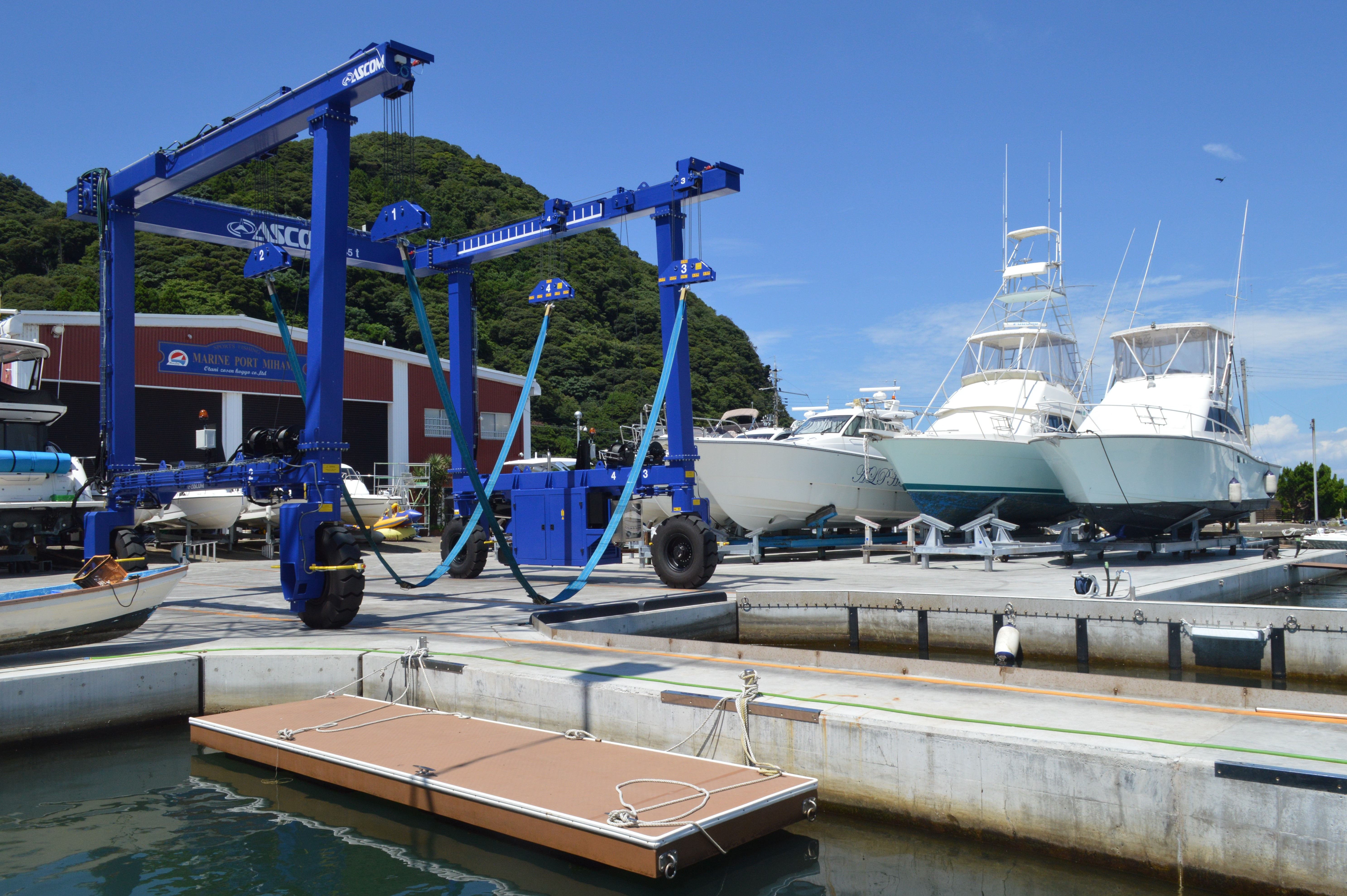
マリンポート美浜

1954年（昭和29年）2月11日には北西郷村・南西郷村・耳村・山東村が合併して美浜町が発足し、美浜町の大字として早瀬が設置された。1955年（昭和30年）時点の戸数は238戸、人口は1018人だった。戦後には三方五湖遊覧観光船の発着所が設置され、やがて美浜町レークセンターに発展した。1983年（昭和58年）12月には早瀬保育所が落成した。
早瀬の魚市場には美浜町の各地から魚介類が集まり、へしこなどの水産加工業も盛んだったが、2009年（平成21年）には魚市場が敦賀水産卸売市場に統合された。その後も寺川商店などが鯖の発酵食品であるへしこを製造している。
早瀬と日向の間には美浜町立美浜北小学校があったが、2015年（平成27年）3月に美浜町立美浜南小学校と統合され、新たに美浜町立美浜西小学校が発足した。三方五湖めぐりジェット船のりばがあった美浜町レークセンターは2017年（平成29年）6月30日に営業を終了した。早瀬漁港の北側にはマリーナのマリンポート美浜があり、日本海側で初めてトラベリフト45トンクレーンを導入している。
2023年（令和5年）4月12日、美浜町レークセンターの後継施設である美浜町レイクセンターが営業を開始した。日本で初めて再生可能エネルギーによる電力のみで運航する遊覧船の運航が開始された。しかし、電池推進遊覧船の乗客数は計画を大幅に下回って赤字となり、指定管理者の「三方五湖DMO」から指定管理の取り消しが求められ、美浜町では2024年12月末で指定管理協定を終了することとした。美浜町では新たな指定管理者を選定する方向だが、決まらない場合には町による直接運営を検討している。

## 経済

### 漁業
若狭湾に面した場所には第2種漁港である早瀬漁港があり、美浜町ではなく福井県嶺南振興局林業水産部が管理している。1989年（平成元年）時点では地元の漁船77艘が根拠地とし、さらに日向漁港・丹生漁港・菅浜漁港などから150艘を超える漁船が入港して漁獲物を陸揚げしている。1986年（昭和61年）の陸揚量は2620トンであり、うち95%が外来船によるものだった。漁業種類別では大型定置網による漁獲量が78%、小型定置網による漁獲量が12%を占めていた。

### 若州早瀬せんば

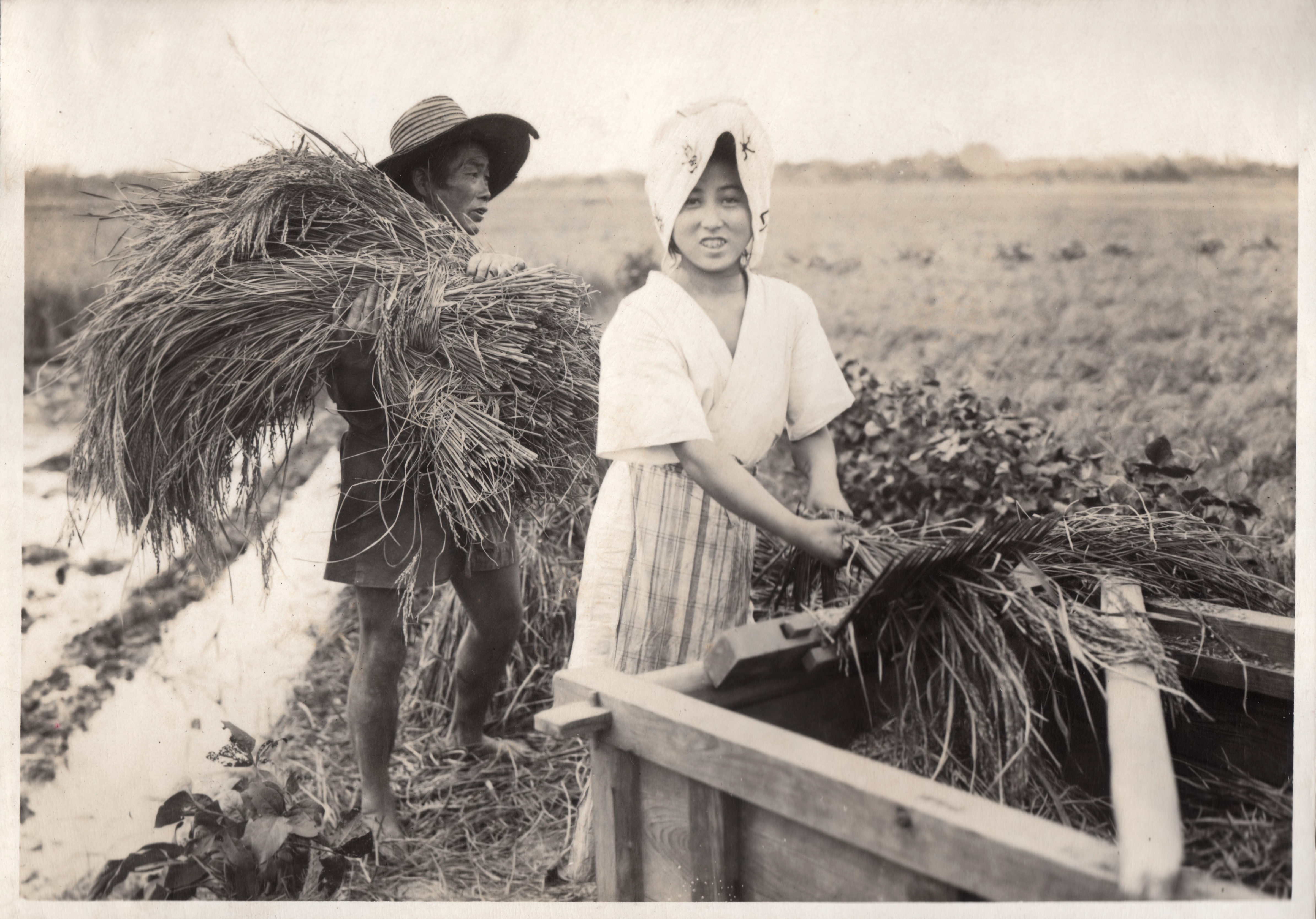
千歯扱きによる農作業（1914年）

古くから早瀬浦では千歯扱きが製造されていたが、天保5年（1834年）には寺川庄兵衛が独自の製法による優れた千歯扱きを開発した。販路を周辺地域から全国に拡大し、早瀬浦の千歯扱きは「若州早瀬せんば」と呼ばれた。最盛期には約20人の鍛冶職人がいる千歯扱きの産地であり、1882年（明治15年）時点では年間2万5000挺もの数を生産していたが、大正時代から昭和初期には足踏み式脱穀機が普及したことで衰退した。集落の入口には「寺川庄兵衛翁の碑」が建立されている。

### 三宅彦右衛門酒造

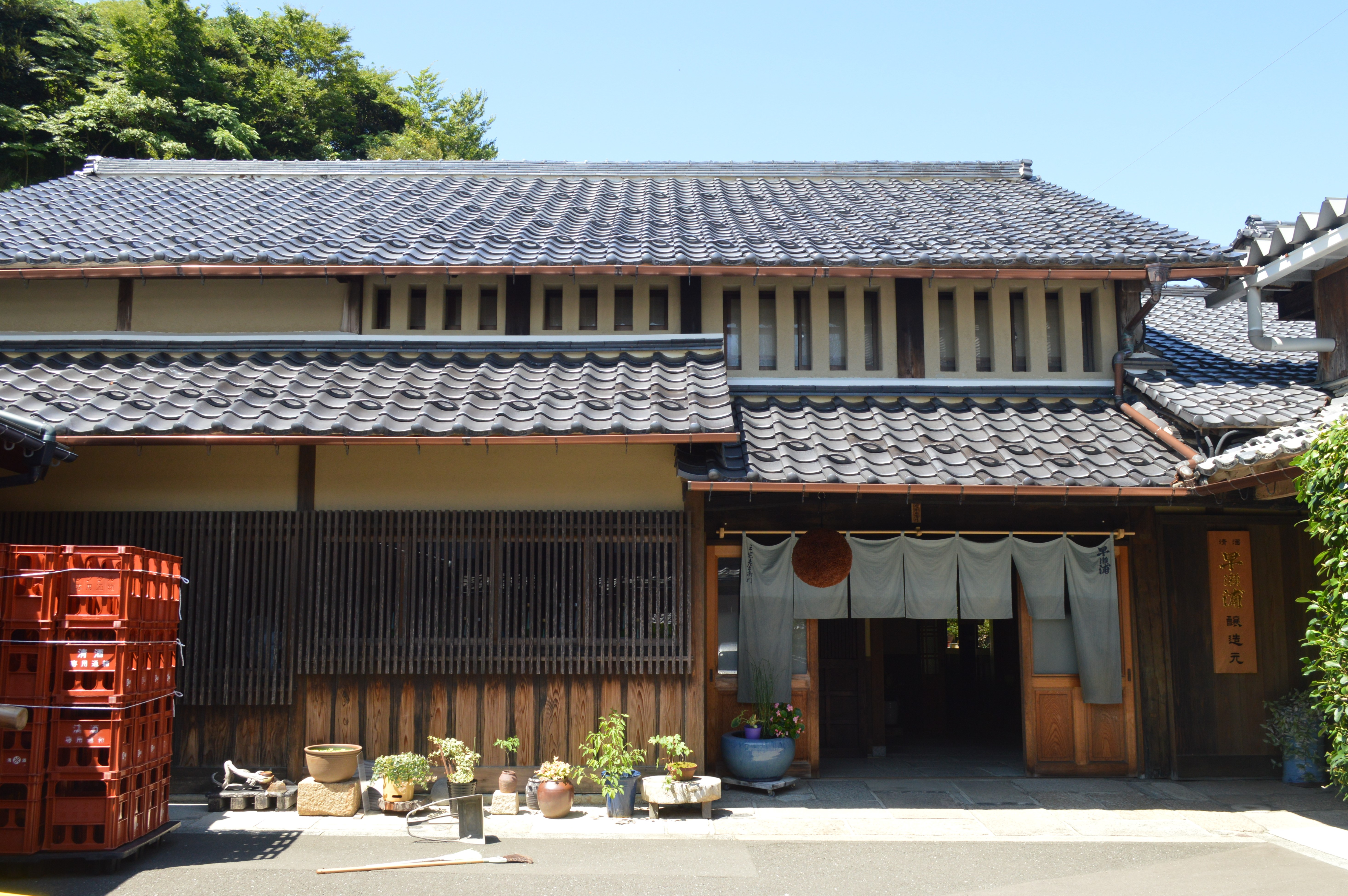
三宅彦右衛門酒造

早瀬には造り酒屋の三宅彦右衛門酒造がある。代表銘柄は「早瀬浦」。当主は12代目の三宅範彦。杜氏は能登杜氏の宮下茂輝。2015年（平成27年）時点の生産量は450石。仕込み水には弥勒山の伏流水を用いているが、海に近いためミネラルが豊富であり、辛口で力強い「男酒」であるとされる。三方五湖の周囲にはほとんど水田がないが、コメが生産されない地域で約300年も続いている酒蔵は全国的に見て珍しいとされる。
享保3年（1718年）創業。漁村だった早瀬は信仰心が篤い土地柄であり、神事に用いる神酒を地元で作るために創業したとされる。かつての代表銘柄は井戸の名を冠した「澤の井」であり、普通酒を地元中心に販売していた。東京農業大学醸造科学科を卒業した三宅範彦が蔵を継ぐと、新たな銘柄として「早瀬浦」を生み出した。全国新酒鑑評会では2007年（平成19年）、2009年（平成21年）、2010年（平成22年）、2011年（平成23年）、2012年（平成24年）、2015年（平成27年）に金賞を受賞している。

## 名所・旧跡

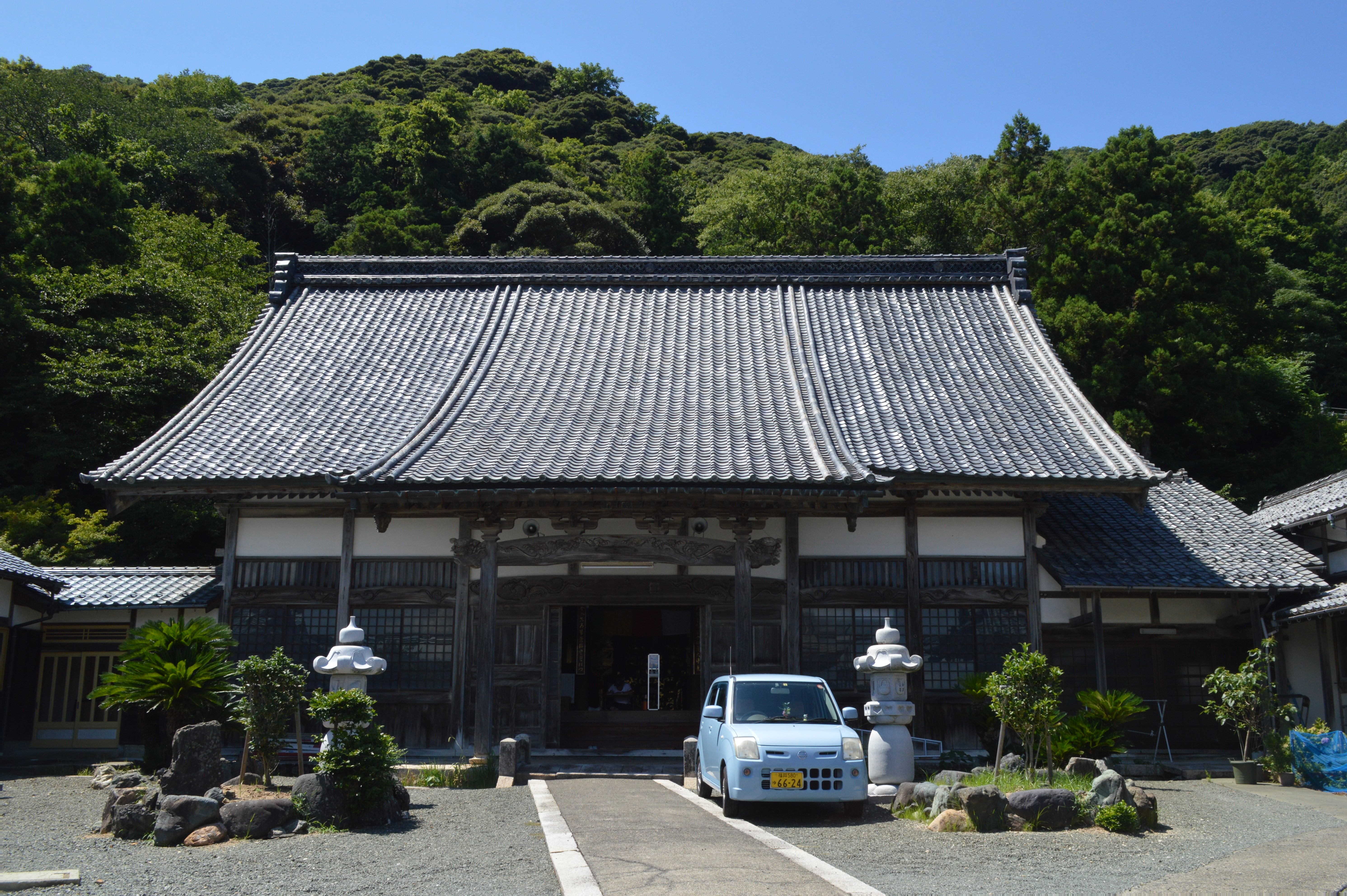
瑞林寺

- 日吉神社 - 古くから、日吉神社では専門職の宮司が神事を司るのではなく、選出された住民が一年間交代で神主（代祝子）を務めていた[13]。毎年1月3日に開催される「早瀬日吉神社浜祭り」[16]、毎年5月5日に開催される「早瀬子ども歌舞伎」はいずれも美浜町指定無形民俗文化財[4]。
- 水月神社（水無月神社） - 1908年（明治41年）に日吉神社に合祀された[2]。早瀬橋の東詰に日吉神社の御旅所として境内が残っている[2]。水月神社の祭神が海上を渡御する祭礼として、毎年7月後半に開催される早瀬水無月祭がある[17]。
- 奥ノ堂 - 太平洋戦争後に現在地に移された[2]。毎年1月3日には豊漁を祈願する堂の講が開催される[2]。平安時代の阿弥陀如来坐像、鎌倉時代の毘沙門天立像、鎌倉時代の不動明王立像、鎌倉時代の薬師如来立像、鎌倉時代の聖観音菩薩立像が美浜町指定文化財[4]。
- 瑞林寺 - 曹洞宗の寺院。永享2年（1430年）創建。若狭観音霊場第五番。歌手のさだまさしの父親は、満州事変の前の一時期に瑞林寺を間借りしており、さだの短編小説『サクラサク』には瑞林寺も登場する[18][19]。この小説を原作として2014年（平成26年）に公開された映画『サクラサク』では、瑞林寺や早瀬川がロケ地となった[20]。
- 浄明寺 - 浄土真宗の寺院。寛文2年（1662年）5月1日に起こった寛文近江・若狭地震では本堂や庫裏が倒壊した[21]。

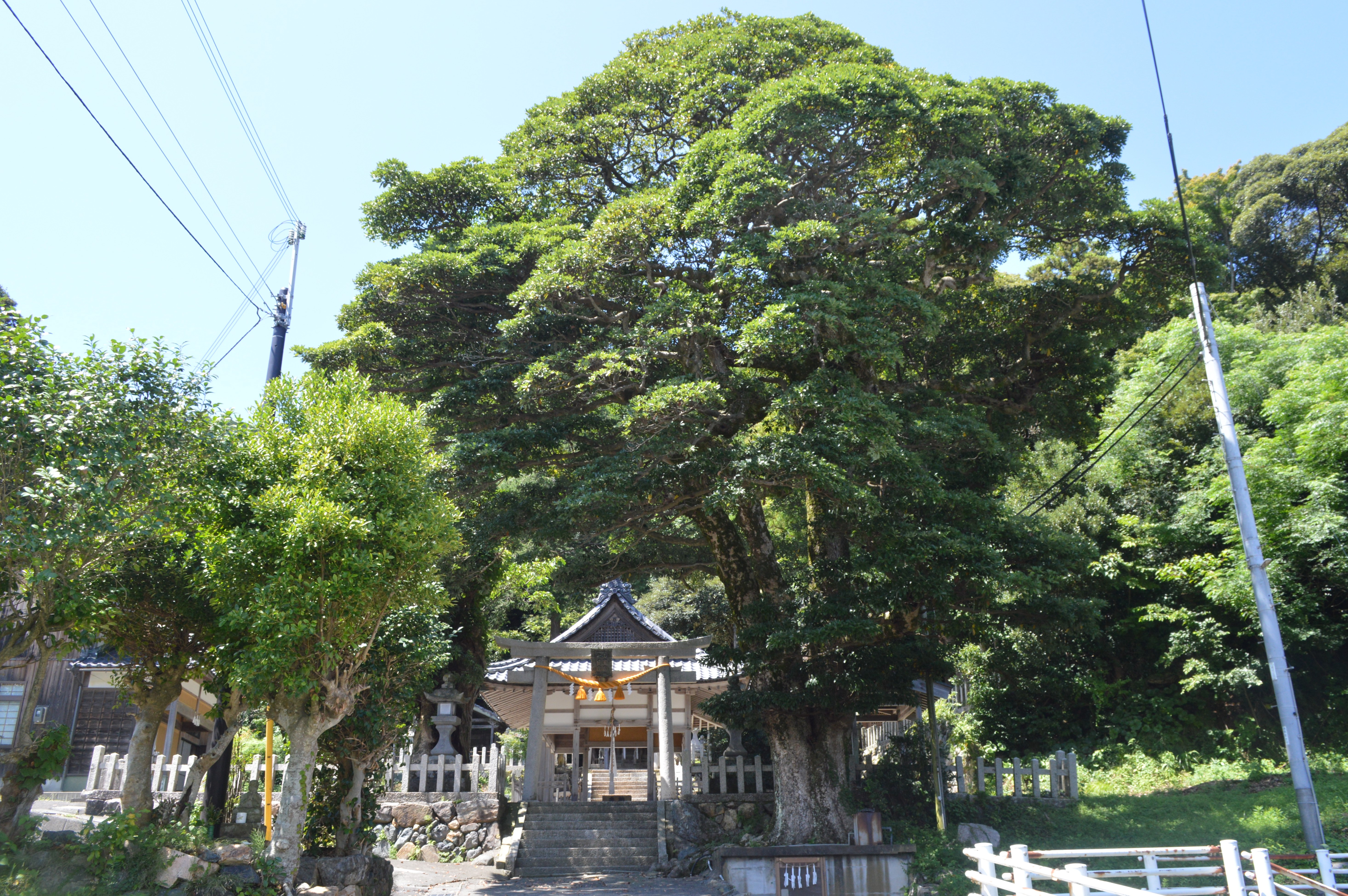
日吉神社
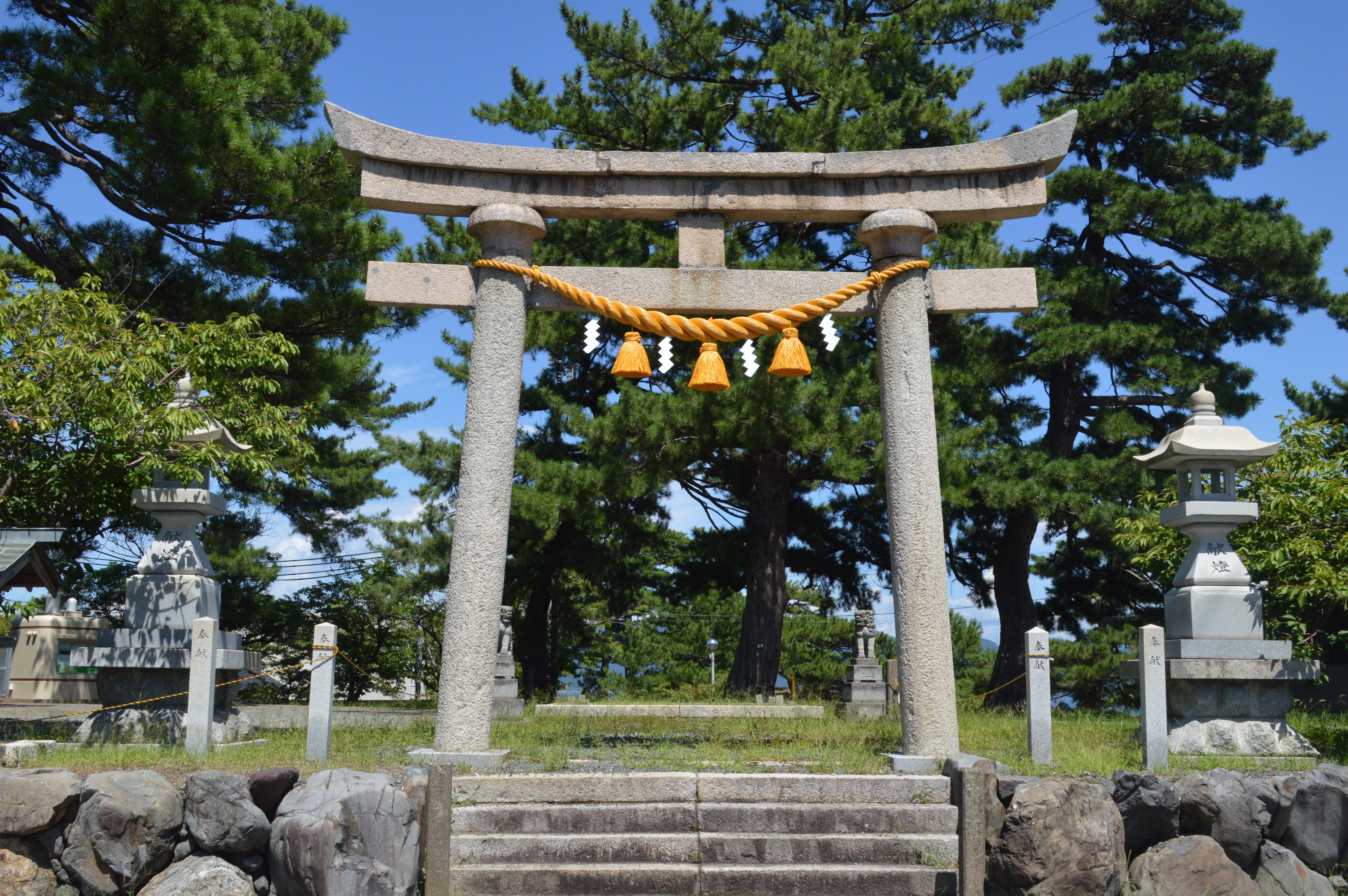
水月神社